# Giovanna Granieri
Giovanna Granieri Fiorini (Todi, 15 novembre 1974) è un'ex cestista italiana.
Alta 170 cm, ha giocato come guardia a Priolo e Alcamo, in Serie A1.

## Carriera
Dopo un biennio alla Basket Catania, ha giocato per varie stagioni con Trogylos Priolo e Sport Club Alcamo, in Serie A1, poi è passata nella serie cadetta con Centro Pallacanestro Rende e Juvenilia Reggio Emilia.
Tra il 2004-05 e il 2006-07 ha vestito la maglia della Ducato Siena, sempre in Serie A2. Nel 2007-08 è passata in prestito alla Castellani Pontedera, con cui ha vinto la Coppa Italia di Serie A2 2008. Ha vinto anche il premio dedicato a Paola Mazzali come Most Valuable Player del torneo.
Con la Nazionale italiana ha vinto la medaglia d'oro al torneo cestistico delle Universiadi di Fukuoka 1995.

## Palmarès
- Universiadi: 1
Nazionale italiana: 1995
- Coppa Italia di Serie A2: 1
Juventus Pontedera: 2008